# チームKII 3rd Stage「ラムネの飲み方」
『チームKII 3rd Stage「ラムネの飲み方」』（チームケーツーサードステージ ラムネののみかた）は、SKE48チームKII劇場公演の3rd Stageである。

## 概要
SKE48チームKIIの3rd公演であり、初めてのオリジナル公演である。オリジナル公演が実現したのは、AKB48 22ndシングル 選抜総選挙で23位となったリーダー・高柳明音が、開票イベントの際に総合プロデューサー秋元康に壇上で直談判したことがきっかけである。
2014年4月30日からはSKE48チームKIIの5th公演、2024年8月11日からはHKT48研究生公演としても行われている。

## 公演内容

### 曲目
1. overture（SKE48 ver.）
（作編曲：尾澤拓実、歌：TAZ）
全SKE48公演共通である。
2. 兆し
（作詞：秋元康、作曲：大内正徳、編曲：野中“まさ”雄一）
3. 校庭の仔犬
（作詞：秋元康、作曲：夏海、編曲：生田真心）
4. ディスコ保健室
（作詞：秋元康、作編曲：和田耕平）
5. お待たせSet list
（作詞：秋元康、作編曲：樫原伸彦）
6. クロス
（作詞：秋元康、作曲：division L、編曲：生田真心）
7. フィンランド・ミラクル
（作詞：秋元康、作曲：佐々倉有吾、編曲：野中“まさ”雄一）
8. 眼差しサヨナラ
（作詞：秋元康、作曲：Amit Paul・Staffan Nygren・Niklas Bergstrom・Hilda Eidhagen、編曲：Niklas Bergstrom）
9. 嘘つきなダチョウ
（作詞：秋元康、作曲：河原嶺旭、編曲：Tak Miyazawa）
10. Nice to meet you!
（作詞：秋元康、作曲・編曲：Jupiter）
11. 孤独なバレリーナ
（作詞：秋元康、作曲：早川暁雄、編曲：平田祥一郎）
12. 今 君といられること
（作詞：秋元康、作編曲：酒井ミキオ）
13. ウイニングボール
（作詞：秋元康、作編曲：木之下慶行）
2012年CBCプロ野球中継『燃えよドラゴンズ!2012』テーマ曲[注 1][2][注 2]
14. 握手の愛
（作詞：秋元康、作曲：松本俊明、編曲：野中“まさ”雄一）

アンコール
1. ボウリング願望
（作詞：秋元康、作曲：江並哲志、編曲：武藤星児）
2. 16色の夢クレヨン
（作詞：秋元康、作曲：青野ゆかり、編曲：田辺恵二）
3. ラムネの飲み方
（作詞：秋元康、作曲：夏海、編曲：近藤圭一）

### 舞台
舞台中央に幅一間、奥行一間半の、エプロンステージがある。

### 演出
- 「校庭の仔犬」の犬役、「ウイニングボール」のバッターは日替わり。
- 「ディスコ保健室」では、お立ち台を持ち込んで使用する。
- 「孤独なバレリーナ」では、秦がバレリーナ役を務める。振りは秦自身ですべて考えた[3]。
- 「握手の愛」では、メンバーが客席に降りて握手をする。
- 「ウイニングボール」では、日替わりで、メンバーがサイン入りボールをバスケットゴールめがけて打つ。入らなかった場合はキャッチしたファンが持ち帰れる。
- 初日の公演では「ラムネの飲み方」でメンバー全員がラムネの空き瓶をリレー方式で手渡していく演出があった。
- 「今 君といられること」では、当初、イントロ部分を佐藤実絵子がギターを弾くという演出が予定されていたが、新公演準備で慌しいなか、満足いくギターの練習ができず、結局、前日にこの演出はなくなった[4]。

## SKE48 チームKII 3rd Stage「ラムネの飲み方」公演
- 公演期間：2011年10月1日 - 2013年7月12日[5] 115回
- 出演メンバー
赤枝里々奈・阿比留李帆・井口栞里・石田安奈・小木曽汐莉・加藤智子・後藤理沙子・佐藤聖羅・佐藤実絵子・高柳明音・秦佐和子・古川愛李・松本梨奈・向田茉夏・矢方美紀・山田澪花・若林倫香
※若林は2012年7月22日の公演を最後に、同年7月31日に卒業。
※井口は8月29日付で研究生から昇格。
※秦は2013年3月29日の公演を最後に、5月6日に卒業。
※小木曽・赤枝は4月17日の公演を最後に、5月6日に卒業。

- ユニット曲担当
  - クロス（☆高柳・松本・若林→井口）
  - フィンランド・ミラクル（☆向田・矢方・赤枝→加藤）
  - 眼差しサヨナラ（古川・小木曽→松本）
  - 嘘つきなダチョウ（☆石田・後藤・山田澪）
  - Nice to meet you!（阿比留・加藤・佐藤聖・佐藤実・☆秦→古川）

## SKE48 チームKII 5th Stage「ラムネの飲み方」公演
- 公演期間：2014年4月30日 - 2016年5月24日 176回
- 出演メンバー
青木詩織・阿比留李帆・荒井優希・石田安奈・内山命・江籠裕奈・大場美奈・小畑優奈・加藤智子・北野瑠華・木下有希子・神門沙樹・白井琴望・惣田紗莉渚・高木由麻奈・髙塚夏生・高柳明音・竹内彩姫・日高優月・古川愛李・古畑奈和・松村香織・水埜帆乃香・山下ゆかり・山田菜々・山田みずほ
  - 阿比留・水埜は2014年5月7日の公演から参加。荒井は同年5月11日の公演から参加。神門は同年6月21日の公演から参加。髙塚は同年7月21日の公演から参加。加藤は同年9月29日の公演で卒業。木下は同年11月27日に最終公演、同月30日に卒業。水埜は、同年12月26日に最終公演。山田みは、2015年1月30日に最終公演で卒業。古川は同年3月30日に最終公演、翌31日に卒業。同年3月31日付で、松村は終身名誉研究生から、青木・竹内は研究生からそれぞれ昇格。松村は翌4月1日の公演から、青木・竹内は4月7日の公演からそれぞれ参加。神門は、同年11月19日に最終公演で卒業。同年11月28日付で、小畑・白井は研究生から昇格。白井は12月1日の公演から、小畑は12月27日の公演から参加。
  - 2015年2月22日公演から、KIIメンバー以外のSKE正規メンバーが出演する「シャッフル公演」が行われている。
- ユニット曲担当（☆はセンター、各曲各ポジションから一名ずつ出演）
  - 1stユニット
    - クロス
      - 木下・水埜・阿比留・山下・内山・北野
      - ☆古畑・石田・高柳・山田み
      - 石田・高木・水埜・日高

    - フィンランド・ミラクル
      - 山田み・阿比留・惣田
      - ☆古川・山下・山田み・江籠・惣田
      - 山下・加藤・阿比留・荒井

    - 眼差しサヨナラ
      - 高柳・山田み・木下・水埜・阿比留・古畑・古川
      - 山田菜・木下・阿比留・高柳

    - 嘘つきなダチョウ
      - 日高・石田
      - ☆江籠・石田・北野
      - 北野・高塚

    - Nice to meet you!
      - 惣田・神門・荒井
      - 高木・神門
      - ☆大場・加藤・惣田・内山
      - 加藤・荒井・水埜・神門
      - 内山・荒井・神門

  - 2ndユニット
    - クロス
      - 北野・日高・内山
      - ☆高柳・日高・古畑
      - 高木・日高・白井

    - フィンランド・ミラクル
      - 竹内・小畑
      - ☆大場・松村・竹内
      - 荒井・松村・神門・竹内・小畑・青木・白井

    - 眼差しサヨナラ
      - 古畑・神門・石田・江籠・荒井
      - 神門・石田・高木・荒井

    - 嘘つきなダチョウ
      - 日高・高塚
      - ☆石田・北野・竹内
      - 高塚・竹内・青木

    - Nice to meet you!
      - 松村・荒井・古畑
      - 山下・高木
      - ☆江籠・内山
      - 惣田・荒井・竹内
      - 内山・荒井

## HKT48 研究生「ラムネの飲み方」公演
- 公演期間：2024年8月11日 -
- 出演メンバー
青木日菜子、石井彩音、石川歩実優、猪島莉玲亜、江浦優香、片平紗麗、呉優菜、堤楓夏、靏川那智、中野南実、長野らら、松永悠良、松本苺花、山川万里愛、吉田めい、龍頭綺音

- 校庭の仔犬
  - 仔犬：江浦優香
- ユニット曲担当
  - クロス
    - 長野、龍頭、松本

  - フィンランド・ミラクル
    - 江浦、山川、吉田

  - 眼差しサヨナラ
    - 片平、中野

  - 嘘つきなダチョウ
    - 石川、猪島、靏川

  - Nice to meet you!
    - 青木、石井、呉、堤、松永
- 孤独なバレリーナ
  - プリマ：吉田めい
- ウイニングボール
  - バッターは中野南実

## スタジオ収録CD
『ラムネの飲み方』は、SKE48チームKIIのスタジオ・レコーディングアルバム。2012年3月14日にavex traxから発売された。
- 収録メンバー
赤枝里々奈・阿比留李帆・石田安奈・小木曽汐莉・加藤智子・後藤理沙子・佐藤聖羅・佐藤実絵子・高柳明音・秦佐和子・古川愛李・松本梨奈・向田茉夏・矢方美紀・山田澪花・若林倫香
- 収録曲

1. overture（SKE48 ver.）
2. 兆し
3. 校庭の仔犬
4. ディスコ保健室
5. お待たせSet list
6. クロス（歌：高柳・松本・若林）
7. フィンランド・ミラクル（歌：向田・矢方・赤枝）
8. 眼差しサヨナラ（歌：古川・小木曽）
9. 嘘つきなダチョウ（歌：石田・後藤・山田）
10. Nice to meet you!（歌：阿比留・加藤・佐藤聖・佐藤実・秦）
11. 孤独なバレリーナ
12. 今 君といられること
13. ウイニングボール
14. 握手の愛
15. ボウリング願望
16. 16色の夢クレヨン
17. ラムネの飲み方

## 劇場公演DVD

### チームKII 3rd Stage「ラムネの飲み方」（DVD）
- 収録メンバー
赤枝里々奈・阿比留李帆・石田安奈・小木曽汐莉・加藤智子・後藤理沙子・佐藤聖羅・佐藤実絵子・高柳明音・秦佐和子・古川愛李・松本梨奈・向田茉夏・矢方美紀・山田澪花・若林倫香
- 収録曲

1. overture（SKE48 ver.）
2. 兆し
3. 校庭の仔犬
4. ディスコ保健室
5. お待たせSet list
6. クロス（歌：高柳・松本・若林）
7. フィンランド・ミラクル（歌：向田・矢方・赤枝）
8. 眼差しサヨナラ（歌：古川・小木曽）
9. 嘘つきなダチョウ（歌：石田・後藤・山田）
10. Nice to meet you!（歌：阿比留・加藤・佐藤聖・佐藤実・秦）
11. 孤独なバレリーナ
12. 今 君といられること
13. ウイニングボール
14. 握手の愛
15. ボウリング願望
16. 16色の夢クレヨン
17. ラムネの飲み方